# James McDivitt
James Alton McDivitt (Chicago, 10 de junho de 1929 — Tucson, 13 de outubro de 2022) foi um astronauta estadunidense, comandante de missões dos programas espaciais Gemini e Apollo.

## Biografia
Após participar de mais de uma centena de missões de combate como piloto de caça na Guerra da Coreia, nos anos 1950, McDivitt juntou-se à NASA em 1962, como parte do grupo de astronautas da segunda equipe montada pela agência espacial. Em junho de 1965 comandou a missão Gemini IV, que completou quatro dias e 66 voltas em órbita da Terra, fez várias experiências na falta de gravidade e realizou a primeira caminhada espacial por um astronauta americano – o colega de missão Edward White – sendo o primeiro do seu grupo de astronautas a comandar a própria missão. Uma das atividades programadas par este voo, a acoplagem com o primeiro estágio de um foguete Titan lançado anteriormente, foi mal sucedida.
Em 1969 foi o comandante da missão Apollo 9, a primeira a ir ao espaço com um módulo lunar acoplado, que realizou diversos testes de funcionamento na órbita terrestre. Dois meses depois, McDivitt assumiu o cargo de gerente de operações de pouso lunar, liderando a equipe que planejou o programa de exploração lunar, e redesenhou a nave para que ela pudesse realizar a missão.
Retirou-se da NASA e da Força Aérea em 1972, passando a trabalhar em altos cargos executivos de empresas privadas, sendo vice-presidente executivo da empresa Rockwell International entre 1981 e 1995. A partir de 2009 passou a servir como consultor da Applied Energetics Inc.
McDivitt faleceu no dia 13 de outubro de 2022.